# Pickpocket
Pickpocket es una película francesa del director Robert Bresson. Con economía de medios, el director intenta transmitir el sentimiento de angustia y soledad que rodea al ladrón. Con tratamiento de sonido directo, Bresson presenta personajes desgarrados (con ecos de los personajes de Crimen y castigo, de Dostoyevski), almas solitarias que solo al final consiguen reunirse. El planteamiento acerca de lo relativo del bien y del mal se muestra en toda su crudeza. Está protagonizada por Martín LaSalle, quien era un actor no profesional en ese momento, en el papel principal, con Marika Green. Fue la primera película para la que Bresson escribió un guion original en lugar de adaptar uno.

## Sinopsis
'Pickpocket' es la historia de Michel, un joven solitario al que le fascinan los robos, elevados al nivel de arte. Un día va a una carrera de caballos y le roba el dinero a uno de los asistentes. Confiado en que nadie le ha visto, se ve sorprendido cuando la policía lo detiene. Después de este episodio, Michel es captado por una red de carteristas profesionales, que le enseñan su forma de hacer las cosas y le invitan a que sea uno de ellos, y a robar en zonas públicas con muchos objetivos.
Durante un robo, algo sale mal. Michel no se da cuenta, pero cuando adivina que todo lo que le ha pasado forma parte de una estrategia de la policía para buscar su piso, debe huir con el dinero que tiene. Michel decide entonces ganarse la vida honradamente, pero tiene que hacerlo fuera de su hogar, para esconderse de los que le persiguen.

## Argumento
Michel (Martin LaSalle) va a una carrera de caballos y le roba dinero a un espectador. Deja la pista de carreras confiado en que no lo atraparon cuando lo arrestan repentinamente. El inspector (Jean Pélégri) libera a Michel porque las pruebas no son lo suficientemente sólidas. Michel pronto se une a un pequeño grupo de carteristas profesionales que le enseñan su oficio y lo invitan a unirse a ellos en juergas de carteristas altamente coordinadas en áreas públicas abarrotadas.
Al visitar a su madre, Michel conoce a Jeanne (Marika Green), quien le ruega que visite a su madre más a menudo. Su amigo Jacques tiene una cita con Jeanne e invita a Michel. Pero después de robar un reloj, Michel deja a Jacques y Jeanne en el carnaval. Mientras están en un bar, el inspector le pide a Michel que le muestre un libro de George Barrington sobre carteristas y que lo lleve a la comisaría en una fecha señalada. Michel baja a la estación ese día, con el libro. En la estación, el inspector apenas mira el libro. Michel regresa a su apartamento dándose cuenta de que todo fue solo una artimaña para registrar su apartamento. Sin embargo, la policía no pudo encontrar su dinero.
Muere la madre de Michel y él va al funeral con Jeanne. Más tarde, el inspector visita a Michel en su apartamento y le dice que a su madre le robaron dinero, pero luego retiró los cargos, probablemente sabiendo que el ladrón era su hijo. El inspector se marcha sin arrestar a Michel, quien decide abandonar el país. Viaja de Milán a Roma y termina en Inglaterra, donde "pasó dos años en Londres haciendo buenos trabajos", pero desperdicia sus ganancias en alcohol y mujeres.
Al regresar a Francia, Michel regresa con Jeanne, quien tuvo un hijo con Jacques pero no quiso casarse con él y ahora se queda sin nada. Michel comienza a trabajar de nuevo para apoyarla, pero cede a la tentación y vuelve a robar en el hipódromo, donde es capturado por un policía vestido de civil. Jeanne lo visita regularmente en la cárcel. En una de esas visitas, Michel se da cuenta de que está enamorado de ella.

## Reparto
- Martin LaSalle como Michel.
- Marika Green como Jeanne.
- Jean Pélégri como el Inspector Jefe.
- Dolly Scal como La madre.
- Pierre Leymarie como Jacques.
- Kassagi como primer cómplice.
- Pierre Étaix como segundo cómplice.
- César Gattegno como inspector.

## Producción
Bresson ha dicho que Pickpocket  "fue escrita en tres meses y filmada en medio de multitudes en una cantidad mínima de tiempo". El desorden resultó ser un desafío durante el rodaje, pero a veces se utilizó en beneficio de la tripulación, como en la secuencia de la Gare de Lyon. 

## Crítica
Pickpocket ejerció una influencia formativa sobre el trabajo de Paul Schrader, quien lo ha descrito como "una obra maestra absoluta" y "tan cerca de la perfección como puede ser", y cuyas películas American Gigolo, Patty Hearst y Light Sleeper incluyen finales similares al de Carterista. Además, el guion de Martin Scorsese, Taxi Driver, tiene muchas similitudes, como la narración confesional y una mirada voyeurista en la sociedad. La admiración de Schrader por Pickpocket llevó a su contribución en un extra en el lanzamiento del DVD de The Criterion Collection en 2005.
- Datos: Q664726